# Józef Tejchma

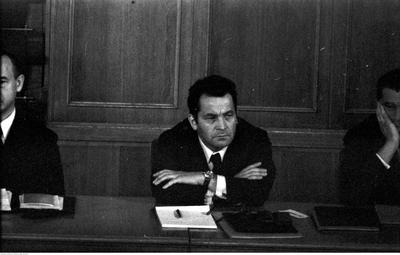
Józef Tejchma w prezydium I Krajowej Konferencji PZPR, październik 1973

Józef Tejchma (ur. 14 lipca 1927 w Markowej, zm. 13 grudnia 2021 w Warszawie) – polski działacz ruchu młodzieżowego, polityk komunistyczny.
Członek Biura Politycznego KC PZPR (1968–1980), dwukrotnie minister kultury i sztuki (1974–1978, 1980–1982), minister oświaty i wychowania (1979–1980), wiceprezes Rady Ministrów (1972–1979), poseł na Sejm PRL II, III, IV, V, VI i VII kadencji (1958–1980), ambasador PRL w Szwajcarii (1980), Grecji i na Cyprze (1984–1988). Budowniczy Polski Ludowej.

## Życiorys
Syn Ludwika i Zofii. W latach 1945–1948 działał w Związku Młodzieży Wiejskiej RP „Wici”. W 1951 wstąpił do Polskiej Zjednoczonej Partii Robotniczej. Następnie działacz-instruktor Zarządu Głównego Związku Młodzieży Polskiej, pełnomocnik zarządu głównego i przewodniczący organizacji ZMP w Nowej Hucie (w latach 1951–1954). W latach 1954–1955 zastępca kierownika wydziału organizacyjnego zarządu głównego ZMP. W 1957 współzałożyciel Związku Młodzieży Wiejskiej i w okresie 1957–1963 przewodniczący zarządu głównego ZMW. W 1958 ukończył Wyższą Szkołę Nauk Społecznych przy KC PZPR (kierunek historia).
Od 1959 był zastępcą członka, a od 1964 członkiem Komitetu Centralnego PZPR. W latach 1963–1964 kierownik wydziału rolnego KC PZPR, następnie w okresie 1964–1972 sekretarz KC, jednocześnie w latach 1968–1980 członek Biura Politycznego KC PZPR. Był typowany na następcę Władysława Gomułki na stanowisku I sekretarza KC. Od listopada 1968 do grudnia 1970 jako sekretarz Komitetu Centralnego PZPR odpowiadał za oświatę.
Od 29 marca 1972 do 8 lutego 1979 wiceprezes Rady Ministrów w rządzie Piotra Jaroszewicza i kolejnym pod jego przewodnictwem. Od 16 lutego 1974 do 26 stycznia 1978 i od 8 października 1980 do 9 października 1982 minister kultury i sztuki, a od 8 lutego 1979 do 2 kwietnia 1980 był ministrem oświaty i wychowania.
Poseł na Sejm PRL II, III, IV, V, VI i VII kadencji (1958–1980). Przewodniczący Klubu Poselskiego PZPR w latach 1970–1972. W latach 1971–1983 wiceprzewodniczący Ogólnopolskiego Komitetu Frontu Jedności Narodu.
W 1982 wszedł w skład Społecznego Komitetu Budowy Pomnika Wincentego Witosa w Warszawie, który został odsłonięty w 1985.
W 1980 ambasador PRL w Szwajcarii, w latach 1984–1988 ambasador PRL w Grecji i na Cyprze.

## Życie prywatne
Mieszkał w Warszawie. Był żonaty z Alicją Wiktorią Tejchmą z domu Denkowską (1931–1987), redaktor naczelną miesięcznika „Problemy”. Mieli dwie córki. 
Zmarł w Warszawie, pochowany 28 grudnia 2021 na cmentarzu Wojskowym na Powązkach (kwatera C 39-8-9).

## Publikacje
Autor ponad 100 artykułów publicystycznych na temat rolnictwa, wychowania młodzieży, kultury i polityki oraz kilku książek o charakterze wspomnieniowym.
- Wielkość i dramat Władysława Gomułki, [w:] „Polityka”, nr 48, 26 listopada 1983
- Z notatnika aktywisty ZMP, Wydawnictwo Iskry, 1955
- Polityka i kultura (wybór artykułów), Wydawnictwo Książka i Wiedza, 1981
- Kulisy dymisji: z dzienników ministra kultury 1974–1977, Oficyna Cracovia, 1991
- Pożegnanie z władzą, CB Agencja Wydawnicza, Warszawa 1997
- Odszedł Gomułka, przyszedł Gierek. Notatki z lat 1971–1973, Wydawnictwo Adam Marszałek, Toruń 2006
- Pożegnania, Oficyna Wydawnicza ASPRA-JR, Warszawa 2011
- Dialog z przeszłością otwartą na przyszłość, Oficyna Wydawnicza ASPRA-JR, Warszawa 2014
- Stary świadek nowej historii Polski, Wydawca Muzeum Historii Polskiego Ruchu Ludowego oraz Oficyna Wydawnicza ASPRA-JR, Warszawa 2015
- Bunt przeciw starości, Oficyna Wydawnicza ASPRA-JR, Warszawa 2017

## Ordery i odznaczenia (lista niepełna)
- Order Budowniczych Polski Ludowej (1977)[8]
- Order Sztandaru Pracy I klasy (1969)[9]
- Krzyż Oficerski Orderu Odrodzenia Polski
- Złoty Krzyż Zasługi (1955)[10][11]
- Srebrny Krzyż Zasługi (1954)[12]
- Medal 30-lecia Polski Ludowej (1974)[13]
- Medal 10-lecia Polski Ludowej (1955)[14]
- Złoty Medal „Za zasługi dla obronności kraju” (1973)[15]
- Odznaka 1000-lecia Państwa Polskiego (1966)[16]
- Złote Odznaczenie im. Janka Krasickiego (1958)[17]
- Odznaczenie im. Ignacego Solarza (1988)[18]
- Odznaka honorowa „Zasłużony dla Warmii i Mazur” (1960)[19]
- Odznaka „Zasłużony dla województwa rzeszowskiego” (1972)[20]
- Odznaka honorowa „Za Zasługi w Rozwoju Województwa Poznańskiego” (1963)[21]
- Złota honorowa odznaka Związku Młodzieży Wiejskiej (1966)[22]
- Honorowa odznaka Zrzeszenia Studentów Polskich (1962)[23]
- Odznaka 20-lecia Zrzeszenia Studentów Polskich (1970)[24]
- Medal 25-lecia UMCS „Nauka w służbie ludu” (1969)[25]
- Odznaka „Budowniczy Nowej Huty” (1959)[26]
- Krzyż Wielki Orderu Infanta Henryka (Portugalia)
- Medal jubileuszowy „Trzydziestolecia zwycięstwa w Wielkiej Wojnie Ojczyźnianej 1941–1945” (ZSRR, 1975)[27]
- Medal jubileuszowy „W upamiętnieniu 100-lecia urodzin Władimira Iljicza Lenina” (ZSRR, 1969)[28]
- Medal 90-lecia urodzin Georgi Dymitrowa (Bułgaria, 1972)[29]
- Medal 50-lecia Komunistycznej Partii Czechosłowacji (Czechosłowacja, 1971)[30]
- Medal 30-lecia wyzwolenia Czechosłowacji przez Armię Radziecką (Czechosłowacja, 1975)[31]

## Nagrody
- Nagroda 100-lecia ZAiKS-u (2019)[32]